# Château abbatial de Vézelay
Le château abbatial de Vézelay est un château situé à Vézelay, en France.

## Localisation
Le château est situé dans le département français de l'Yonne, sur la commune de Vézelay.

## Historique
L'édifice est classé au titre des monuments historiques en 1924.